# سوق الأحد (تونس)
سوق الأحد هي إحدى مدن الجمهورية التونسية، تبعد عن مدينة قبلي بحوالي 15 كم باتجاه الشمال على الطريق المؤدية إلى توزر والتي تمر عبر شط الجريد، وهي مقر معتمدية. أنشئت مدينة سوق الأحد في عهد الحماية الفرنسية، في مكان يتوسط ثلاث قرى هي بوعبد الله والقليعة والمنشية. وقد أحدثت بها بلدية بتاريخ 6 جويلية 1986.

### مواضيع ذات علاقة
- ولاية قبلي.